# Obóz ćwiczebny Abwehry w Wutzetz
Obóz ćwiczebny Abwehry w Wutzetz (ros. Abwehr Ausbildunglager in Wutzetz) - obóz wywiadowczy Abwehry podczas II wojny światowej
Obóz został utworzony na pocz. 1942 r. w Wutzetz z inicjatywy Ministerstwa Rzeszy do Spraw Okupowanych Terytoriów Wschodnich Alfreda Rosenberga. Występował też pod nazwą Baukommando-650. Na jego czele stanął Niemiec Moltz. W obozie przebywali Ukraińcy i Białorusini. Jednocześnie było szkolonych do 500 osób. Szkolenia wywiadowczo-dywersyjne trwały od 2 do 6 miesięcy. Po ich ukończeniu kursanci byli kierowani do obozu w Wustrau.